# Christ lag in Todesbanden (Bach - BWV 4)
Christ lag in Todesbanden (Le Christ gisait dans les liens de la mort) (BWV 4) est une cantate de Jean-Sébastien Bach composée en 1707.

## Histoire et livret
Le texte de la cantate suit stricto sensu le poème du cantique que Martin Luther a adapté du Victimæ paschali laudes, poème du XIe siècle attribué au chapelain Wipo de Bourgogne. 
Dans cette œuvre de jeunesse qui est une des toutes premières (mais célèbre) cantates qu'il ait composées, Bach a utilisé dans les sept différents mouvements pour voix les paroles inchangées des sept strophes du choral et utilisa, tout au long de la pièce, son air (son motif mélodique d'origine) comme cantus firmus (littéralement « chant ferme », comme une colonne vertébrale autour de laquelle tout s'ordonne).
Bach composa tôt cette cantate chorale, entre 1707 et 1708. Il s'agit peut-être d'une pièce de démonstration - elle se déroula le dimanche de Pâques 1707, le 24 avril - pour obtenir le poste d'organiste à Mühlhausen auquel il sera nommé le 29 juin 1707. Si tel n'est pas le cas, cette cantate est alors jouée pour le dimanche de Paques 1708, le 8 avril. Pour cette destination liturgique, deux autres cantates ont franchi le seuil de la postérité : les BWV 31 et 249 (Oratorio de Pâques). Il était encore dans sa vingtaine, amoureux de sa cousine Maria Barbara Bach qu'il épousera en octobre 1707, sept ans avant la série des cantates de Weimar commencée en 1714 avec Himmelskönig, sei willkommen, (BWV 182), et quinze ans avant qu'il ne commence un cycle annuel de cantates à Leipzig au milieu de l'année 1724. Comme seules des copies de la période de Leipzig ont été préservées, la date de la première représentation nous est inconnue. La cantate montre des ressemblances avec une composition de Johann Pachelbel fondée sur le même choral.
Les lectures prescrites du jour étaient 1 Cor. 5:6–8, et Marc 16:1–8, la résurrection de  Jésus. Le choral de Luther est un important cantique de Pâques dans le luthéranisme allemand, similaire à Gelobet seist du, Jesu Christ pour Noël. Il souligne la lutte entre la vie et la mort. La troisième strophe se rapporte à la « piqûre de la mort » telle que mentionnée dans le 15e verset de la première épître aux Corinthiens. La cinquième strophe se réfère à « Osterlamm » (l'Agneau Pascal). La strophe finale rappelle la tradition de la cuisson et du repas du pain pascal.
À la différence des cantates chorales de Leipzig, le texte du choral demeure inchangé. Introduites par une sinfonia instrumentale, les sept strophes sont disposées en sept mouvements.

## Structure et instrumentation
La pièce est écrite pour quatre solistes (soprano, contralto, ténor, basse), deux violons, deux altos et basse continue. Cette cantate a été révisée pour son exécution à Leipzig en 1724 et 1725, avec l'ajout d'un cornet et de trois trombones jouent colla parte avec les voix. Le choral final a été ajouté pour l'exécution de 1725. Les parties vocales peuvent être chantées par les solistes ou le chœur puisque l’œuvre est un « Choralkonzert » (concerto choral) dans le style du XVIIe siècle alors que Bach n'a composé de cantates religieuses avec récitatifs et arias qu'à partir de 1714.
Il y a huit mouvements :
1. sinfonia : cordes et continuo
2. Christ lag in Todes Banden
3. Den Tod niemand zwingen kunnt
4. Jesus Christus, Gottes Sohn
5. Es war ein wunderlicher Krieg
6. Hier ist das rechte Osterlamm
7. So feiern wir das hohe Fest
8. Wir essen und leben wohl

## Musique

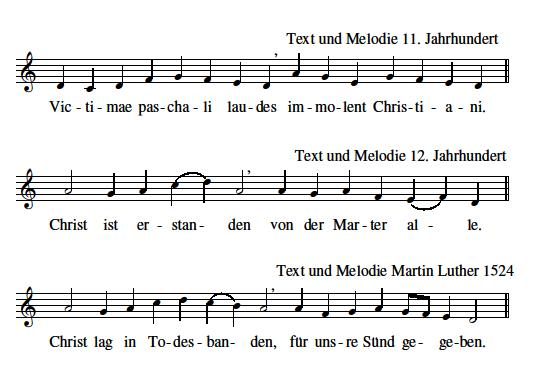
Comparaison: Victimæ paschali laudes, Christ ist erstanden et '

La mélodie de Luther est fondée sur un ancien hymne pascal du XIIe siècle,  « Christ ist erstanden », qui reprend la texte et la mélodie de la séquence « Victimæ paschali laudes » pour Pâques. Une nouvelle version en fut publiée  par Luther en 1524 et adaptée par Johann Walther dans son « Wittembergisch Geistlisch Gesangbuch » de (1524). La version de Bach inclut des notes étrangères et des modifications pour conformer le modèle rythmique à une mesure régulière.
La cantate commence avec une sinfonia instrumentale qui introduit la première ligne de la mélodie. Les sept strophes sont traitées en sept mouvements comme autant de variations chorales « per omnes versus » avec la mélodie toujours présente en tant que cantus firmus. Les cordes se divisent en cinq parties, deux violons, deux altos et continuo. La séquence des sept strophes montre une symétrie : chœur – duo – solo – chœur – solo – duo – chœur. À la différence des autres cantates ultérieures de Bach, tous les mouvements sont en mi mineur. Toutes les strophes se terminent sur les mots Alléluia. John Eliot Gardiner définit la disposition qu'a faite Bach de l'hymne de Luther d'« audacieuse et innovante pièce de dramma musica » et observe la façon dont « Bach utilise des racines musicales médiévales » (l'air de l'hymne dérive du plain-chant Victimæ paschali laudes («  ») du XIe siècle) et « sa totale identification à l'esprit et à la lettre du fougueux et dramatique hymne de Luther ». Bach suit « l'idéal de Luther dans lequel la musique donne vie au texte ». Julian Mincham remarque : « La variété des idées et la portée de l'inventivité est incroyable mais elle ne masque jamais la présence du choral ».
La première strophe est traitée comme une fantaisie chorale. La soprano chante le cantus firmus en longues notes dépouillées tandis que les voix plus basses chantent un contrepoint libre. Une figure des violons est connue sous le nom de « suspiratio », sanglots qui rappelle « les souffrance du Christ à l'approche de la mort ».
La deuxième strophe est un duo entre la soprano et l'alto, Den Tod niemand zwingen kunnt (« personne ne peut vaincre la mort ») traite de l'« humanité impuissante et paralysée alors qu'elle attend le jugement de Dieu sur le pêché ». La musique est presque suspendue sur les premiers mots den Tod (« mort ») tandis que le mot gefangen (« emprisonné ») est marqué d'une forte dissonance de la soprano et de l'alto.
Dans la troisième strophe, les ténors sont accompagnés par deux violons obligés. Les violons démontrent comment le Christ cingle les ennemis. La musique s'arrête complètement sur le mot nichts (« rien »). Les violons présentent alors en quatre notes les contours de la croix et font enfin des prouesses dans un concerto festif auquel les ténors ajoutent leur joyeux « Halleluja ».
La quatrième strophe Es war ein wunderlicher Krieg, da Tod und Leben rungen (« C'était une guerre impressionnante quand la vie et la mort luttaient ») est chantée par quatre voix accompagnées du seul continuo. L'opposition entre la vie et la mort est dépeinte comme une scène de Jérôme Bosch selon Gardiner : Bach fait chanter le cantus firmus par les altos alors que les autres voix se suivent d'abord mutuellement dans une « strette fuguée » avec des entrées échelonnées d'un temps mais disparaissent l'une après l'autre, « comme dévorées et réduites au silence ». Dans l'Halleluja final des quatre voix, la basse descend de près de deux octaves.
La cinquième strophe est chantée par les basses seules d'abord accompagnées par une ligne chromatique descendante du continuo. Le choral est repris par les cordes puis les basses déclarent finalement victoire dans les derniers « Halleluja » couvrant deux octaves
La sixième strophe est un duo pour la soprano et le ténor accompagnés du seul continuo. C'est une danse de joie et le mot Wonne (« joie ») est restitué par des figurations rappelant Purcell, l'« Halleluja » de fin sur des alternance de triolets et de duolet.
La première disposition en quatre parties de la dernière strophe est perdue mais celle qu'il ajouta en 1724 est « superbement entraînante » avec l'Halleluja chanté différemment à chaque fois.

## Discographie
- Cantates 4, 202, 147 : dir. Karl Richter : Maria Stader, Dietrich Fischer-Dieskau, rééd 2005, Deutsche Grammophon
- Les Grandes Cantates Vol. 8, Fritz Werner, Heinrich-Schütz-Chor Heilbronn, Orchestre de chambre de Pforzheim, Claudia Hellmann, Helmut Krebs, Jakob Stämpfli, Erato 1961
- Cantates vol. 2 - Easter, Karl Richter, Münchener Bach-Chor, Münchener Bach-Orchester, Dietrich Fischer-Dieskau, Archiv Produktion 1968
- Cantates, John Eliot Gardiner, Monteverdi Choir, English Baroque Soloists, Stephen Varcoe, Erato 1980
- Helmuth Rilling, Gächinger Kantorei, Bach-Collegium Stuttgart, Edith Wiens, Carolyn Watkinson, Peter Schreier, Wolfgang Schöne, Hänssler Classic 1980
- Oratorio de Pâques, Andrew Parrott, Taverner Consort & Players, Virgin Classics 1993
- Intégrale des cantates vol. 1, Ton Koopman, Amsterdam Baroque Orchestra & Choir, Barbara Schlick, Kai Wessel, Guy de Mey, Klaus Mertens, Antoine Marchand 1994
- Cantates, volume 1, Masaaki Suzuki, Bach Collegium Japan, Yumiko Kurisu, Koki Katano, Akira Tachikawa, Peter Kooy, BIS 1995
- Christ lag in Todesbanden; Lobet den Herrn; Himmelskönig sei willkommen, Philippe Pierlot, chœur de Chambre de Namur, Ricercar Consort, Greta de Reyghere, Steve Dugardin, Ian Honeyman, Max van Egmond, Ricercar 1995
- Bach Edition vol. 20 - Cantates, Pieter Jan Leusink, Holland Boys Choir, Netherlands Bach Collegium, Ruth Holton, Sytse Buwalda, Nico van der Meel, Bas Ramselaar, Brilliant Classics
- Actus Tragicus - Cantates BWV 4, 12, 106 & 196, Konrad Junghänel, Cantus Cölln, Johanna Koslowsky, Elisabeth Popien, Gerd Türk, Stephan Schreckenberger, Harmonia Mundi 2000
- Bach/Webern : Ricercar, Christoph Poppen, Hilliard Ensemble, Münchener Kammerorchester, Monika Mauch, David James, Rogers Covey-Crump, Gordon Jones, ECM 2001
- Aus der Notenbibliothek von Johann Sebastian Bach, vol. II, Thomas Hengelbrock, Balthasar-Neumann-Chor, Balthasar-Neumann-Ensemble, Dorothee Mields, Hans-Jörg Mammel, Wolf-Matthias Friedrich, Hänssler Classic 2001
- Premières cantates, volume I, Purcell Quartet : Emma Kirkby, Michael Chance, Charles Daniels, Peter Harvey, Chandos 2004
- Aus der Tieffen, Philippe Pierlot, Ricercar Consort, Katharine Fuge, Carlos Mena, Hans-Jörg Mammel, Stephan MacLeod, Mirare 2007

## Sources
- Gilles Cantagrel, Les cantates de J.-S. Bach, Paris, Fayard, 2010, 1665 p. (ISBN 978-2-213-64434-9), p. 448–445.